# Ekso-(1-4)-α-D-glukanska lijaza
Ekso-(1-4)-α-D-glukanska lijaza (EC 4.2.2.13, alfa-(1->4)-glukan 1,5-anhidro--fruktozna eliminaza, alfa-1,4-glukan ekso-lijaza, alfa-1,4-glukan lijaza, Glaza) je enzim sa sistematskim imenom (1->4)-alfa-D-glukan ekso-4-lijaza (formira 1,5-anhidro--fruktoza). Ovaj enzim katalizuje sledeću hemijsku reakciju
linearni alfa-glukan {\displaystyle \rightleftharpoons } (N-1) 1,5-anhidro--fruktoza + D-glukoza
Ovaj enzim katalizuje sekvencinu degradaciju (1->4)-alfa-D-glukana sa neredukujućeg kraja.

## Literatura
- Nicholas C. Price; Lewis Stevens (1999). Fundamentals of Enzymology: The Cell and Molecular Biology of Catalytic Proteins (Third изд.). USA: Oxford University Press. ISBN 019850229X.
- Eric J. Toone (2006). Advances in Enzymology and Related Areas of Molecular Biology, Protein Evolution (Volume 75 изд.). Wiley-Interscience. ISBN 0471205036.
- Branden C; Tooze J. Introduction to Protein Structure. New York, NY: Garland Publishing. ISBN 0-8153-2305-0.
- Irwin H. Segel. Enzyme Kinetics: Behavior and Analysis of Rapid Equilibrium and Steady-State Enzyme Systems (Book 44 изд.). Wiley Classics Library. ISBN 0471303097.
- William P. Jencks (1987). Catalysis in Chemistry and Enzymology. Dover Publications. ISBN 0486654605.

## Spoljašnje veze
- Exo-(1->4)-alpha-D-glucan+lyase на 